# Julian Rathbone
Julian Rathbone (* 10. Februar 1935 in Blackheath, London; † 28. Februar 2008 in Thorney Hill, Hampshire) war ein englischer Schriftsteller.

## Leben
Julian Rathbone studierte am Magdalene College in Cambridge, lebte anschließend drei Jahre in der Türkei, arbeitete dann als Lehrer an verschiedenen Londoner Schulen und schließlich in Sussex, bis er sich 1973 als Schriftsteller selbständig machte, einige Jahre nach Spanien zog und schließlich nach England zurückkehrte.

## Werk und Themen
Als Autor bediente Rathbone über 40 Jahre lang eine große Bandbreite an Genres und Themen, schrieb Kriminalromane, Thriller, historische Romane sowie eine Monographie über Wellington, ohne sich dabei einer bestimmten literarischen Richtung oder Schule zuschreiben zu lassen.
Wie sein großes Vorbild Graham Greene versuchte auch Rathbone, mit genreübergreifenden Büchern, die in verschiedenen Ländern und Krisengebieten angesiedelt sind, politische, soziale und historische Themen auf hohem literarischem Niveau zu verarbeiten. Von seinen Jahren in der Türkei kannte er die Armut, aus dem englischen Schulsystem die Höhen und Tiefen einer Klassengesellschaft; dementsprechend sind die Romane des offen bekennenden Linken durch ein tiefes Misstrauen gegen Machtstrukturen und die obere Hälfte gesellschaftlicher Hierarchien geprägt. So beschäftigt er sich etwa in den Romanen Zdt (1986, dt. Grünfinger) und The Pandora Option (1990) mit dem Thema ‚Nahrungsmittel als politische Waffe‘, in Sand Blind (1993) mit der Frage nach den politischen und ökonomischen Hintergründen moderner Kriege – und es erstaunt, wie klar und visionär Rathbone bestimmte politische Zusammenhänge gesehen und gezeichnet hat, z. B. in seinem Science-Fiction-Roman Trajectories (1998), wo er ein alptraumhaftes England des Jahres 2035 präsentiert. Ähnliches gilt für seine historischen Romane, etwa sein letztes Buch The Mutiny (2007) über den indischen Aufstand gegen die britische Herrschaft im Jahre 1857, in dem er klar und ohne politische Brille Fragen nach Verantwortung, Schuld und Konsequenzen benennt.
Rathbone kreierte eine Reihe von Charakteren, die er in seinen Romanen mehrfach auftreten ließ, etwa Inspector Jan Argand in drei Romanen aus den frühen 1980er-Jahren, Renate Fechter, deutsche Chefin einer Kripoeinheit gegen Umweltkriminalität in zwei Romanen aus den 1990er-Jahren oder den Privatdetektiv Chris Shovelin in zwei seiner letzten Bücher.

## Preise und Nominierungen
- 1976 King Fisher Lives nominiert für den Booker Prize (Shortlist)
- 1979 Joseph nominiert für den Booker Prize (Shortlist)
- 1989 Grünfinger (Zdt) Deutscher Krimipreis International 3.

## Romane
- 1967 Diamonds Bid
  - Für eine Handvoll Diamanten, dt. von Rosmarie Kahn-Ackermann, München : Desch, 1971, ISBN 3-420-00531-8
- 1968 Hand Out
  - Die Geheim-Order, dt. von Rosmarie Kahn-Ackermann, München : Desch, 1971, ISBN 3-420-00521-0
- 1969 With My Knives I Know I'm Good
  - Der Messerwerfer, dt. von Christine Penitzka, München : Desch, 1970, ISBN 3-420-00509-1
- 1972 Trip Trap
  - Das Geheimnis der Bronzestatuen, dt. von Rosmarie Kahn-Ackermann, München : Desch, 1972, ISBN 3-420-00604-7
- 1975 Kill Cure
  - Tödliches Serum,  dt. von Mechtild Sandberg, München : Piper, 1991, ISBN 3-492-15571-5
- 1975 Bloody Marvellous
- 1976 King Fisher Lives
- 1976 ¡Carnival!
  - ¡Carnival!, dt. von Mechtild Sandberg, München : Piper, 1990, ISBN 3-492-15550-2
- 1977 A Raving Monarchist
- 1978 The Princess A Nun! (Rathbone schrieb lediglich das letzte Drittel und vollendete damit den Roman von Hugh Ross Williamson)
- 1979 Joseph
- 1979 The Euro-Killers
  - Die Umweltgangster, dt. von Matthias Fink, München : Heyne, 1981, ISBN 3-453-10557-5
- 1980 A Last Resort
- 1981 Base Case
- 1982 A Spy of the Old School
- 1983 Watching the Detectives
  - Vorsicht, Polizei!, dt. von Helmut Anders, München : Heyne, 1985, ISBN 3-453-10751-9
- 1984 Nasty, Very
- 1985 Lying in State
  - Der Katafalk, dt. von Hilde Stallmach, München : Piper, 1987, ISBN 3-492-15515-4
- 1986 ZDT
  - Grünfinger, dt. von Hilde Stallmach, München : Piper, 1988, ISBN 3-492-15526-X
- 1988 The Crystal Contract
- 1990 The Pandora Option
- 1991 Dangerous Games
  - Gefährliche Spiele, dt. von Stephan Steeger, München : Piper, 1992, ISBN 3-492-15612-6
- 1993 Sand Blind
- 1995 Accidents Will Happen
- 1995 Intimacy
  - Querubín oder der letzte Kastrat, dt. von Michaela Grabinger, Hamburg : Europa-Verlag, 2004, ISBN 3-203-81601-6
- 1997 Blame Hitler
- 1997 The Last English King
  - Der letzte englische König, dt. von Sophie Kreutzfeldt, München: dtv, 2003, ISBN 3-423-24339-2
- 1998 Brandenburg Concerto
- 1998 Trajectories
- 2000 Kings of Albion
  - Die Könige von Albion oder die abenteuerliche Reise eines indischen Prinzen nach England zur Zeit der Rosenkriege, dt. von Karin Dufner, Hamburg : Europa-Verlag, 2003, ISBN 3-203-81600-8
- 2001 Homage
- 2002 A Very English Agent
  - Der Spitzel von Waterloo, dt. von Michael Haupt, Hamburg : Europa, 2004, ISBN 3-203-81602-4
- 2003 As Bad as it Gets
- 2004 Birth Of A Nation
- 2007 The Mutiny

## Sachbücher
- 1984 Wellington's War

## Verfilmung
- 1994 Gefährliche Spiele (Fernsehfilm, D, Regie: Adolf Winkelmann)